# Пленіца (комуна)
Пленіца (рум. Plenița) — комуна у повіті Долж в Румунії. До складу комуни входять такі села (дані про населення за 2002 рік):
- Кастреле-Траяне (1087 осіб)
- Пленіца (4194 особи)

Комуна розташована на відстані 232 км на захід від Бухареста, 51 км на захід від Крайови.

## Населення
За даними перепису населення 2002 року у комуні проживала 5281 особа.
Національний склад населення комуни:
| Національність | Кількість осіб | Відсоток |
| -------------- | -------------- | -------- |
| румуни         | 5138           | 97,3%    |
| цигани         | 140            | 2,7%     |
| угорці         | 1              | < 0,1%   |
| серби          | 1              | < 0,1%   |

Рідною мовою назвали:
| Мова      | Кількість осіб | Відсоток |
| --------- | -------------- | -------- |
| румунська | 5219           | 98,8%    |
| циганська | 60             | 1,1%     |
| сербська  | 1              | < 0,1%   |

Склад населення комуни за віросповіданням:
| Релігія       | Кількість осіб | Відсоток |
| ------------- | -------------- | -------- |
| православні   | 5274           | 99,9%    |
| римо-католики | 2              | < 0,1%   |
| баптисти      | 2              | < 0,1%   |
| адвентисти    | 1              | < 0,1%   |
| атеїсти       | 1              | < 0,1%   |